# ナンシー・バーリー
ナンシー・バーリー（英語: Nancy Burley、1930年3月8日 - 2013年1月7日）は、オーストラリア出身のフィギュアスケート選手（女子シングル）。1952年オスロオリンピックオーストラリア代表。

## 人物
長女はフィギュアスケート選手で1976年のインスブルックオリンピックに出場したシャロン・バーリー。次女のロビン・バーリーもフィギュアスケート選手で、1976年から1978年にかけてオーストラリア選手権で3連覇を果たした。

## 主な戦績
| 大会/年      | 1950-51 |
| ------------ | ------- |
| オリンピック | 14      |
| 世界選手権   | 15      |